# Geraldo Scotto
Geraldo Scotto (ur. 11 września 1934 w São Paulo; zm. 27 lipca 2011) − piłkarz brazylijski, występujący na pozycji lewego obrońcy.

## Kariera klubowa
Karierę piłkarską Geraldo Scotto rozpoczął w klubie XV de Piracicaba w 1951 roku. W latach 1955–1956 grał w São Paulo FC. W latach 1956–1957 występował w Santosie FC a w 1957 roku w Nacionalu São Paulo. Przełomem w karierze był transfer do SE Palmeiras, gdzie grał w latach 1958–1968. Z Palmeiras trzykrotnie zdobył mistrzostwo stanu São Paulo – Campeonato Paulista w 1959, 1963, 1966, Torneio Rio-São Paulo w 1960, 1965, 1967 oraz Torneio Roberto Gomes Pedrosa 1967. W barwach Palmeiras Geraldo Scotto rozegrał 352 spotkania i strzelił 3 bramki. W późniejszych latach występował w Ponte Preta Campinas, Juventusie São Paulo oraz Nacional da Comendador Souza, gdzie zakończył karierę w 1968 roku.

## Kariera reprezentacyjna
W reprezentacji Brazylii Geraldo Scotto zadebiutował 26 maja 1960 w przegranym 2-4 towarzyskim meczu z reprezentacją Argentyny. Drugi i ostatni raz w reprezentacji wystąpił 29 maja 1960 w wygranym 4-1 meczu rewanżowym z Argentyną, którego stawką była Copa Julio Roca 1960.